# Paul-Martini-Schule
Die Paul-Martini-Schule – Klinikschule der Bundesstadt Bonn ist eine Klinikschule der LVR-Klinik Bonn, in der die Schüler Patienten der LVR-Klinik Bonn oder der Uniklinik Bonn sind. Lernende in der Schule sind vorrangig langfristig Erkrankte, die für einen ärztlich prognostizierten Zeitraum von mindestens vier Wochen nicht am Unterricht ihrer Schule teilnehmen können, bei der jedoch auch das Schulverhältnis zur Stammschule bestehen bleibt. Das Schulgebäude steht auf dem Gelände der LVR-Klinik Bonn.

## Geschichte
Die Ursprünge der Paul-Martini-Schule reichen zurück bis 1971, als der Stadtrat von Bonn den Beschluss zur Einrichtung einer Krankenhausschule fasste. Im Jahr darauf wurde die Schule nach dem Mediziner Paul Martini benannt. In den ersten Jahren ihres Bestehens unterrichteten Lehrkräfte ausschließlich Patienten im Universitätsklinikum Bonn. Erst im Jahr 1976 wurde der Unterricht im Kinderneurologischen Zentrum der LVR-Klinik Bonn – zu dieser Zeit als Landeskrankenhaus bekannt – fortgesetzt.
Ab 1984 erweiterte die Paul-Martini-Schule ihr Einzugsgebiet und unterrichtete schulpflichtige Kinder und Jugendliche in der gesamten LVR-Klinik, die damals noch als Landeskrankenhaus fungierte.
Im Jahr 2005 bezog die Paul-Martini-Schule ihr erstes eigenes Schulgebäude auf dem Gelände der LVR-Klinik Bonn. Eine besondere Anerkennung erfuhr die Schule im Jahr 2012, als sie den Deutschen Schulpreis erhielt.
Im Jahr 2019 traten die langjährige Schulleiterin Frau Link und die Konrektorin Frau Zingsem in den Ruhestand. Die Schulleitung übernahmen Frau Schneider und Herr Kußerow im Jahr 2020.
Eine weitere Entwicklung markierte das Jahr 2022, als die Bezeichnung „Schule für Kranke“ zugunsten der neuen Bezeichnung „Klinikschule“ geändert wurde.

## Kooperation
Die Paul-Martini-Schule pflegt Kooperationen, die wesentliche Bestandteile ihres Bildungs- und Unterstützungsnetzwerks darstellen. In Zusammenarbeit mit der LVR-Klinik Bonn ermöglicht die Schule die Unterrichtung schulpflichtiger Patienten in verschiedenen Abteilungen und bietet Bildungsangebote im Gesundheitskontext an.
Die Partnerschaft mit dem Universitätsklinikum Bonn erweitert die Bildungsleistungen auf verschiedene medizinische Fachbereiche und ermöglicht den Schülern praxisnahe Einblicke in die Gesundheitswissenschaften.
Skills4Life bietet den Schülern die Möglichkeit, außerschulische Kompetenzen zu entwickeln und praktische Fähigkeiten für das tägliche Leben zu erwerben.
Die Kooperation mit Abenteuer Lernen Bonn ermöglicht den Zugang zu erlebnispädagogischen Programmen, die die persönliche Entwicklung fördern und das Lernen durch praktische Erfahrungen unterstützen sollen.
Artefact Bonn ermöglicht den Schülern, kreative Ausdrucksformen zu erkunden und ihre künstlerischen Fähigkeiten zu entwickeln.
Die Zusammenarbeit mit der Bundesagentur für Arbeit unterstützt die Schüler bei der Berufsorientierung und der Planung ihrer beruflichen Zukunft nach der Schule.
Durch die Kooperation mit Webteam5 erhalten die Schüler die Möglichkeit, digitale Kompetenzen zu entwickeln und Erfahrungen im Bereich der Webentwicklung zu sammeln.